# Victor de Tornaco

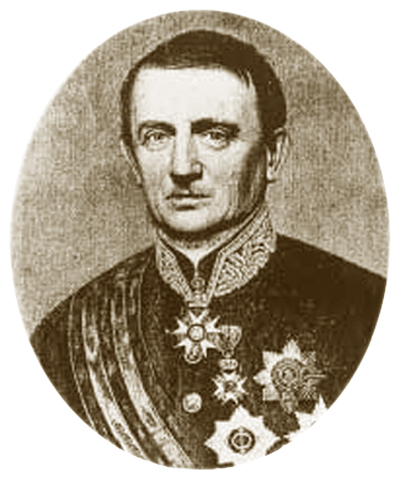
Marie Victor baron de Tornaco

Marie Victor baron de Tornaco (Kasteel Sterpenich, Aarlen, 7 juli 1805 - Kasteel Voort, Belgisch Limburg, 26 september 1875) was een Luxemburgs politicus.
Victor de Tornaco stamde uit een adellijke familie. Hij was het vierde kind van Charles-Auguste baron de Tornaco, burgemeester van de stad Luxemburg van 11 april 1811 tot juni 1814. Victor de Tornaco studeerde aan de École Polytechnique in Parijs. Tijdens de Belgische Revolutie (1830-1839) bleef hij trouw aan koning-groothertog Willem I. Hij bleef zijn hele leven een enthousiast orangist. Van 1841 tot 1848 was hij lid van de Assemblée des États (Staatsraad) en van 1848 tot 1860 van de Kamer van Afgevaardigden. In 1848 was hij vicevoorzitter en van 1855 tot 1856 was hij voorzitter van de Kamer van Afgevaardigden. Van 1859 tot 1860 was hij opnieuw voorzitter van de Kamer van Afgevaardigden. Van 1856 tot 1860 was hij nog eens lid van de Assemblée des États.
Victor de Tornaco werd op 26 september 1860 premier (president van de Regering en staatsminister) en bleef dit tot 3 december 1867. Naast premier was hij ook directeur-generaal (minister) van Buitenlandse Zaken (26 september 1860 - 3 december 1867) en directeur-generaal (minister) van Openbare Werken (26 september 1860 - 31 maart 1864).
Victor de Tornaco's grootste verdienste was het feit dat hij samen met Emmanuel Servais namens Luxemburg op 11 mei 1867 zijn handtekening zette onder het verdrag van Londen. Dit verdrag, medeondertekend door afgevaardigden van alle grote Europese mogendheden, garandeerde de Luxemburgse neutraliteit. Op 6 december 1867 nam de Kamer van Afgevaardigden een motie van wantrouwen aan die gericht was tegen De Tornaco omdat hij zich tijdens de onderhandelingen voorafgaande aan de ondertekening van het Verdrag van Londen zich te passief zou hebben gedragen.
Victor de Tornaco woonde na zijn aftreden op zijn kasteel in het Belgische Voort (Limburg), waar hij ook overleed.
Victor de Tornaco was Grootkruis in de Orde van de Eikenkroon.